# Karsandas Mulji

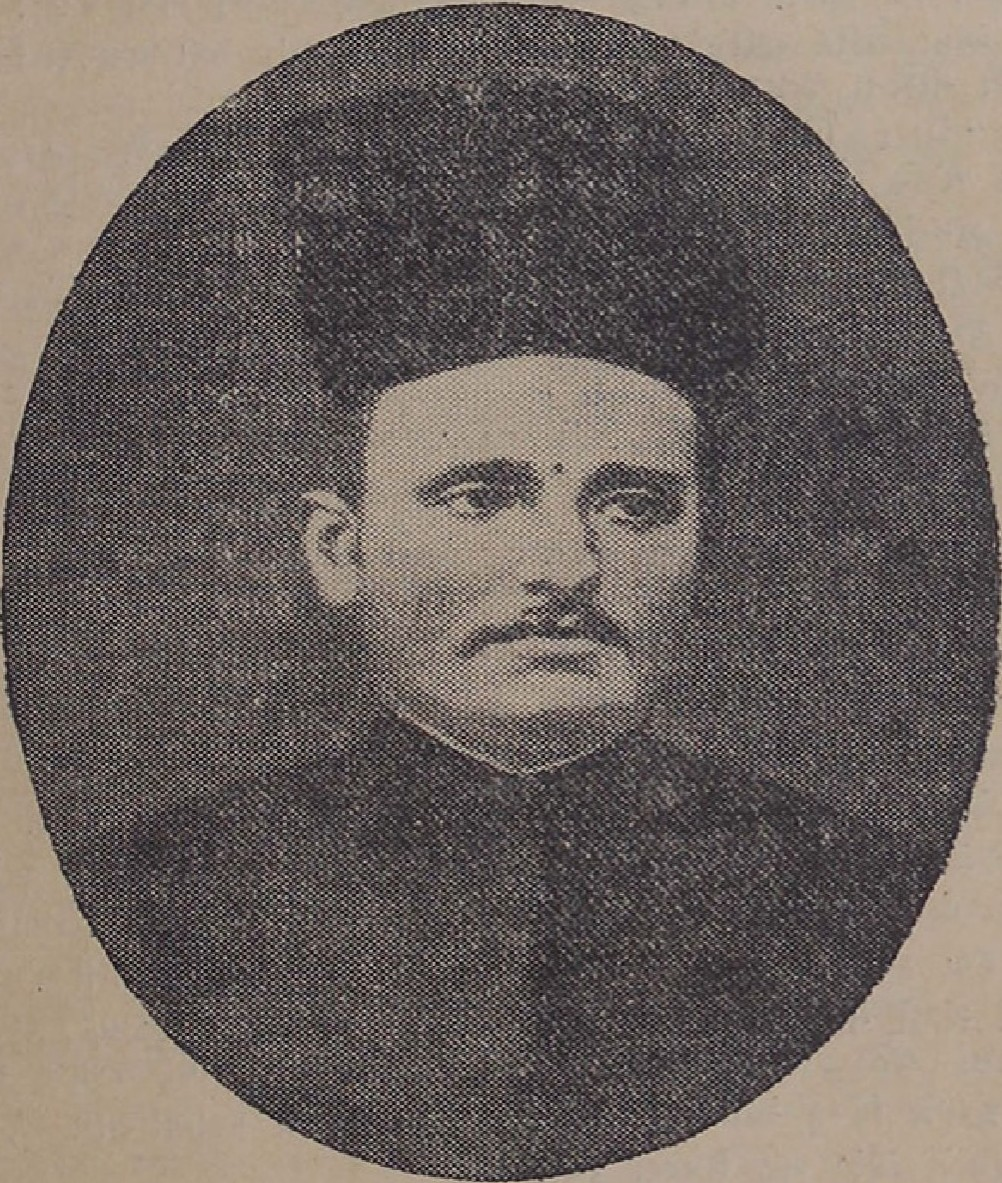
Karsandas Mulji (25. Juli 1832 – 28. August 1875), indischer Journalist

Karsandas Mulji (auch Kursendas Mulji, 1832–1871) war ein indischer Journalist, Sozialreformer und Verwalter. Er war Absolvent des Elphinstone College und ein in England ausgebildeter Gujarati-Journalist sowie überzeugter Gegner institutioneller Religion. Karsandas Mulji wurde 1867 von der Regierung des Bundesstaates Bombay in Victoria zum Verwalter des Staates Kathiawar ernannt. Mulji war Angehöriger und Reformer der Kapol Bania Kaste.
Mulji war maßgeblich an der Aufdeckung des Skandals in der Vallabhacharya-Sekte, in der die erotisch-mystische Liebe (Bhakti) über den Maharadascha als Weg zu Gott stattfand. Er gewann 1861 den Prozess, den der Sektenführer namens Jadunathjee Brizrattanjee Maharaj, gegen den Herausgeber der Zeitschrift „Satya Prakash“, und durch sein Eintreten für religiöse Reformen verdienten Kursendas Mulji wegen Verleumdung eingeleitet hatte.